# Puiseux-en-Retz
Puiseux-en-Retz – miejscowość i gmina we Francji, w regionie Hauts-de-France, w departamencie Aisne.
Według danych na styczeń 2014 roku gminę zamieszkiwały 223 osoby, a gęstość zaludnienia wynosiła 22,4 osób/km².